# Partido Revolucionario de Integración Nacionalista
El Partido Revolucionario de Integración Nacionalista (PRIN) fue un partido político venezolano de izquierda fundado en 1962 tras una escisión de Acción Democrática (AD) por Raúl Ramos Giménez. El partido desaparece en 1973.

## Origen
En enero de 1962 un ala de AD denominada Grupo ARS integrado por dirigentes medios de ese partido entran en conflicto y crean AD-Oposición, el grupo estaba liderado por Raúl Ramos Giménez en compañía de Manuel Alfredo Rodríguez, Héctor Vargas Acosta, Manuel Vicente Ledezma, José Manzo González y José Ángel Ciliberto, entre otros. Estos dirigentes reclamaban que se estaba desviando el rumbo del partido por Rómulo Betancourt que había sido elegido presidente de la República en 1958. 

## Historia

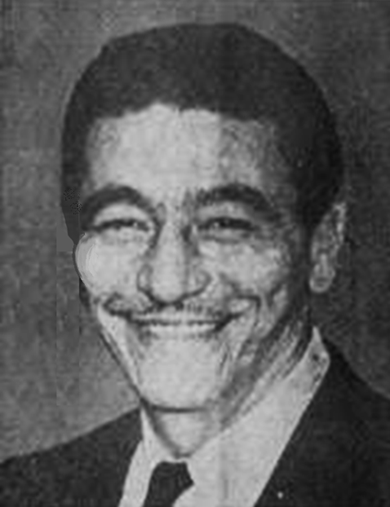
Raúl Ramos Giménez.

AD-Oposición se presentó a las elecciones presidenciales de 1963 con Raúl Ramos Giméne como candidato, pero los resultados no fueron muy favorables. El candidato presidencial tuvo una escasa votación de alrededor del 2% de los votos, pero lograron representación parlamentaria tanto en la Cámara de Senadores como en la Cámara de Diputados. Apenas instalado el nuevo Congreso se decide cambiar el nombre del partido por la imposibilidad de seguir participando como AD, por ello se adopta el nombre de Partido Revolucionario Nacionalista (PRN) en 1963.
En 1965 se suman miembros del Movimiento de Izquierda Revolucionaria que también se había desprendido de AD pero en 1960, además de un grupo de militantes de Unión Republicana Democrática (URD). Por tal motivo deciden cambiar el nombre a Partido Revolucionario de Integración Nacionalista (PRIN) identificado plenamente como izquierdista progresista.
En 1968 ingresan a una coalición integrada por el Movimiento Electoral del Pueblo (MEP) y el partido Opina. La intención era respaldar la candidatura de Luis Beltrán Prieto Figueroa, líder de AD que se había separado del mismo en 1967 para crear el MEP, otra escisión de AD de izquierda. Los resultados fueron relativamente buenos al quedar cuarto Prieto Figueroa con el 20% y el PRIN logra obtener nuevamente representación en las dos cámaras del Congreso de la República de Venezuela. A partir de entonces comienza un período de conversaciones con el MEP y muchos de los dirigentes del PRIN se suman al MEP. Igualmente muchos de los líderes de Acción Democrática que abandonaron sus filas para formar el ARS, Movimiento de Izquierda Revolucionaria (MIR), Movimiento Electoral del Pueblo (MEP), regresaron después de un tiempo y ocuparon altos cargos en el gobierno adeco. 